# Anathallis carnosifolia
Anathallis carnosifolia är en orkidéart som först beskrevs av Charles Schweinfurth, och fick sitt nu gällande namn av Alec M. Pridgeon och Mark W. Chase. Anathallis carnosifolia ingår i släktet Anathallis och familjen orkidéer. Inga underarter finns listade i Catalogue of Life.